# Il Golem (romanzo)
Il Golem è un romanzo di Gustav Meyrink (Der Golem, 1915). In origine uscì a puntate tra il 1913 e il 1914 sulla rivista “Die Weißen Blätter” e fu pubblicato in volume l’anno successivo. Il libro rimane tuttora il più noto tra le opere dello scrittore austriaco e vendette centinaia di migliaia di copie fina dalla prima pubblicazione. Originariamente, il testo doveva essere illustrato dall’amico Alfred Kubin ma il progetto venne poi abbandonato. I disegni furono così utilizzati da Kubin per integrare le illustrazioni del suo romanzo Die andere Seite (L'altra parte), che presenta alcune affinità con “Il Golem”. Nel romanzo, pervaso dalla cultura esoterica della Kabbalah, è richiamata la leggenda ebraica del Golem (un colosso d’argilla plasmato artificialmente dall’uomo tramite la magia) e in esso Meyrink evoca magistralmente un’atmosfera da incubo in cui la città di Praga viene descritta con il suo retaggio di cultura magica e con il suo ghetto malsano pieno di sordide figure. La capitale boema è vista da Meyrink come una sorta di “soglia” che si apre tra il mondo reale e quello soprannaturale.  

## Storia editoriale
In Italia venne pubblicato per la prima volta nel 1926 presso Campitelli. V'è poi un'edizione pubblicata da Bompiani nel 1966, nella collana “Il Pesanervi”, con l'introduzione di Elemire Zolla - colto intellettuale e studioso di esoterismo -, che verrà poi cassata nelle ristampe successive di questa casa editrice. “Il Golem”, di recente, ha avuto ben due ristampe di cui una a cura di Tre Editori (2015) con le perturbanti illustrazioni di Hugo Steiner Prag (che impreziosivano l’edizione originale) e un'altra (2018) di Skira.

## Trama
La storia narra di Athanasius Pernath, intagliatore di pietre preziose. Un uomo scambia un giorno, nel duomo di Praga, il suo cappello con quello di Pernath, e rivive come in una visione la sua vita nell'antico ghetto di Praga, dove si risveglia una mattina. Qui uno sconosciuto gli commissiona il restauro di un antico libro che gli farà prendere coscienza della sua interiorità. Accanto a quella di Pernath ci sono altre due figure principali: il vecchio rigattiere Aaron Wassertrum, che funge nel racconto da genio del male; e Hillel, impiegato al municipio ebraico, che impersona il genio del bene. Vi è inoltre lo studente di medicina Charousek, figlio naturale di Wassertrum e suo giustiziere (un personaggio ispirato dallo scacchista ungherese Rudolf Charousek); e poi c'è Miriam, figlia di Hillel. Pernath finisce in carcere a causa di una falsa accusa di omicidio. Mentre si trova in prigione, quasi tutti gli altri personaggi della storia muoiono o scompaiono. Pernath viene scagionato, e si mette alla ricerca della adorata Miriam. Su tutto aleggia la leggenda del Golem che, rispetto alle tradizioni ebraiche, viene usata in maniera eterodossa.

## Opere derivate
Da questo romanzo è stato tratto il seguente film:
- Il Golem, regia di Henrik Galeen e Paul Wegener (1915)[2];

## Edizione
- Gustav Meyrink, Il Golem, traduzione di Carlo Mainoldi, VII ed., Milano, Bompiani (Tascabili n° 731), 2000,  XVIII-268 p., ISBN 88-452-4725-2.
- Gustav Meyrink, Il Golem, traduzione e cura A.M. Baiocco, Roma, TRE EDITORI (www.treditori.com)  2015, prima edizione annotata e illustrata con le tavole   originali di Hugo Steiner-Prag, amico di Meyrink. ISBN 88-86755-65-1